# 和阗玉

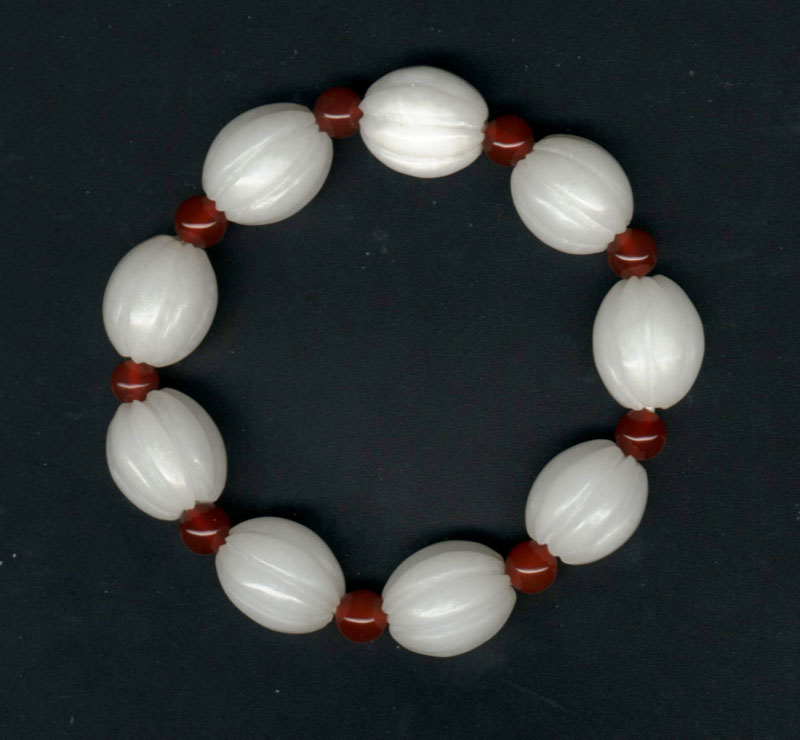
和阗玉手镯

和闐玉，又稱和田玉，古名崑崙玉，原產西域莎車國、于闐國（今中国新疆维吾尔自治区和田地区），是一種軟玉石品種，已有一千多年歷史，《史記·大宛列傳》：“漢使窮河源，河源出于闐，其山多玉石”；又《漢書·西域傳》：“莎車國有鐵杉，出青玉”。和闐玉又名烏白玉。《千字文》當中的「玉出崑岡」的「玉」指的就是和闐玉，「崑岡」指的是崑崙山。
考古結果證明，和闐玉傳入中國，為時更早，距今七千年前的仰韶文化遗址發現有和闐玉。

## 性質
和闐玉是一種軟玉，其主要成分是角閃石族中的透閃石-陽起石系列。和田玉中，透閃石含量越高，品質越好。
和闐玉是一種珍稀玉種，莫氏硬度在6.5—6.9之間，質地細膩，韌性極高，不易碎，耐磨損。和闐玉獨具溫潤柔和的油脂光澤，加上半透-微透的透明度，更突出其油脂光澤的柔潤細膩，觀賞價值極高。和闐玉的堅韌使它經得起精雕細琢，再精細的工藝造型也能雕琢得工整流暢、清晰完美。
和闐玉的礦物組成中含有鈣、鐵、錳、鋅、銅等十三種微量元素。按產出地不同可分為山料、山流水和仔料。

## 產地
和闐玉產於新疆和田地区和闐縣、于田县、墨玉县、策勒县、巴音郭楞蒙古自治州且末縣等地。和闐玉分布於塔里木盆地之南的崑崙山 . 西起喀什地區塔什庫爾乾縣之東的安大力塔格及阿拉孜山，中經和闐地區南部的桑株塔格、鐵克裡克塔格、柳什塔格，東至且末縣南阿爾金山北翼的肅拉穆寧塔格。
由於“和闐玉”名称目前在中華人民共和國國家標準中不具備產地意義，青海、俄羅斯、韓國、加拿大等地主要成分為透閃石的軟玉都可以稱為“和闐玉”。